# Litteraturåret 1969

## Händelser
- 23 april – Flera författare, bland dem Barbro Backberger, bär ut böcker från Stockholms stadsbibliotek i protest mot en för låg författarpenning[1].
- 3 oktober – I Jönköping flyttar stadsbiblioteket in i sina nya lokaler, och lämnar de gamla på Västra storgatan[2].
- 4 oktober - chefredaktören för surrealisttidskriften L'Archibras Jean Schuster hoppar av sitt uppdrag och deklarerar i en artikel i den nystartade tidskriften Coupures att surrealismen är upplöst som grupp.
- 10 november – Aleksandr Solzjenitsyn utesluts ur sovjetiska författarförbundet[3].

### Okänt datum
- Johannes Edfelt väljs in i Svenska Akademien.
- En samlad manifestation av det som kallats British Poetry Revival ges ut av poeten och redaktören Michael Horovitz under boktiteln Children of Albion: Poetry of the underground in Britain.

## Priser och utmärkelser
- Nobelpriset – Samuel Beckett, Irland[4]
- Aftonbladets litteraturpris – Christer Persson
- Astrid Lindgren-priset – Harry Kullman
- Axel Hirschs pris –  Algot Werin och Carl-Eric Nordberg
- Bellmanpriset – Anders Österling
- BMF-plaketten – Per Wästberg för Luftburen
- Carl Emil Englund-priset – Lars Norén för Stupor
- Eckersteinska litteraturpriset – Bo Sigvard Nilsson
- De Nios Stora Pris – Albert Viksten och Lars Forssell
- Doblougska priset – Sven Lindqvist, Sverige och Olav H. Hauge, Norge
- Elsa Thulins översättarpris – Eva Alexanderson
- Gustaf Frödings stipendium – Tage Danielsson
- Landsbygdens författarstipendium – Ivan Oljelund och  Lennart Sjögren
- Litteraturfrämjandets stora pris – Werner Aspenström
- Litteraturfrämjandets stora romanpris – P.O. Enquist
- Nils Holgersson-plaketten – Bo Carpelan
- Nordiska rådets litteraturpris – P.O. Enquist. Sverige för romanen Legionärerna
- Schückska priset – Magnus von Platen
- Signe Ekblad-Eldhs pris – Walter Ljungquist
- Svenska Akademiens tolkningspris – Josef B. Michl
- Svenska Akademiens översättarpris – Harry Järv
- Svenska Dagbladets litteraturpris – Per Gunnar Evander för Uppkomlingarna – en personundersökning
- Sveriges Radios Lyrikpris – Lasse Söderberg
- Tidningen Vi:s litteraturpris – Svante Foerster och Göran Palm
- Östersunds-Postens litteraturpris – Sune Jonsson
- Övralidspriset – Lars Gyllensten

## Nya böcker

### A – G
- Amanda eller den blå spårvagnen av Ulla Isaksson
- Amerikansk undergroundpoesi och Blommor till James Dean av Gunnar Harding
- Det gäller oss. Dikter 1959–1968 av Göran Sonnevi
- Dikter om människor av Gösta Friberg
- Döden från rymden av Michael Crichton
- Girigbukarna av Ivar Lo-Johansson
- Gudfadern av Mario Puzo
- Garderingar av Jan Myrdal

### H – N
- "Harpsundsmordet" av Bo Balderson
- Inre av Werner Aspenström
- Karriäristerna av Ivar Lo-Johansson
- Katitzi av Katarina Taikon[5]
- Loranga, Masarin & Dartanjang av Barbro Lindgren[5]
- Mord på Allahelgonadagen av Agatha Christie

### O – U
- Pippi flyttar in av Astrid Lindgren[6]
- Pippi ordnar allt av Astrid Lindgren[6]
- Poseidonkatastrofen av Paul Gallico
- Samtal med marken av Göran Tunström
- Skriftställning 2 av Jan Myrdal
- Slakthus 5 av Kurt Vonnegut
- Teresa av Birgitta Trotzig
- Uppkomlingarna – en personundersökning av Per Gunnar Evander

### V – Ö
- Vart ska du gå? Ut av Kerstin Thorvall[5]
- Vid nödläge av Elsa Grave
- Die Verbesserung von Mitteleuropa av Oswald Wiener
- Åsnebrygga av Sven Delblanc
- Äventyret av Bo Bergman (postum diktsamling)

## Födda
- 12 januari – David Mitchell, brittisk författare.
- 17 januari – Lukas Moodysson, svensk regissör och författare.
- 19 januari – Agneta Nyholm Winqvist, svensk författare.
- 16 februari – Anne Swärd, svensk författare och kulturskribent.
- 20 mars – Stian Hole, norsk grafisk designer, illustratör och barnbokförfattare.
- 24 maj – Erlend Loe, norsk författare.
- 25 maj – Anne Heche, amerikansk skådespelare, filmregissör och författare.
- 11 augusti – Johanna Westman, svensk TV-programledare och barnboksförfattare.
- 10 oktober – Martin Högström, svensk författare och översättare.
- 15 oktober – Mustafa Can, svensk journalist och författare.
- 23 oktober – Dolly Buster, tysk-tjeckisk porrstjärna, strippa, författare, politiker och skådespelare.
- 27 december – Sarah Vowell, amerikansk författare och radiopersonlighet.

## Avlidna
- 23 juni – Albert Viksten, 80, svensk författare.
- 14 augusti – Leonard Woolf, 88, brittisk författare.
- 8 oktober – Ture Nerman, 83, författare och politiker.
- 21 oktober – Jack Kerouac, 47, amerikansk författare.

### Fotnoter
1. ↑  75 år Sverige, Carl-Adam Nycop, Bra Böcker, 1976, sidan 209 - "Skönlitteraturen åkte ut!
2. ↑  ”Årtal och händelser i Jönköping”. Arkiverad från originalet den 14 augusti 2014. https://web.archive.org/web/20140814062255/http://maltell.se/historia/databas/search/kronologiviewmobil1950.php. Läst 12 februari 2011.
3. ↑  100 år med Aftonbladet – 1969, 1999
4. ↑  ”Nobelpriset i litteratur”. https://www.nobelprize.org/prizes/lists/all-nobel-prizes-in-literature/. Läst 20 mars 2011.
5. 1 2 3  Gradvall, Nordström, Nordström, Rabe, Jan, Björn, Ulf, Anina. Tusen svenska klassiker. Norstedts Förlagsgrup. Läst 12
6. 1 2  ”Astrid Lindgren”. http://www.astridlindgren.se/verken/bocker/bilderbocker. Läst 21 mars 2011.